# Нордизм
Норди́зм, или нордици́зм (от нем. Nord — север), — разновидность расизма; псевдонаучная гипотеза, в основе которой лежит идея о превосходстве так называемой «северной (нордической) расы» («нордидов») над другими расами человечества.  Основоположниками теории считаются французские социологи Жозеф Артюр де Гобино и Жорж Ваше де Лапуж (Ляпуж). Сам Гобино считал своим предшественником графа де Буленвилье, который ещё в 1727 году высказал идею о том, что господствующий слой Франции происходит от германского племени франков, а более бедная часть населения от завоеванных франками галло-романского и кельтского населения. При этом термин «нордическая раса» был введен русско-французским антропологом Жозефом Деникером, Гобино и Ляпуж пользовались другими терминами. Термин «нордицизм» (англ. nordicism) появился в английском языке в 1920-е годы
Сторонники нордицизма утверждают, что «нордическая раса» представляет собой «высшую расу», которой человечество обязано всеми достижениями цивилизации. «Нордиды» объявляются культуртрегерами, распространителями высокой культуры и основателями великих цивилизаций древности и современности. Нордицизм был распространён в Западной Европе и Северной Америке в конце XIX — начале XX веков и оказал большое влияние на формирование идеологии национал-социализма и на нацистскую расовую политику.

## Нордическая идея Гюнтера
В 1925 году немецким расовым теоретиком Хансом Гюнтером был разработан комплекс псевдонаучных биологических и расово-политических положений, направленных на «сохранение нордической расы»
Центральным положением нордической идеи является принцип об избирательном заключении браков между мужчинами и женщинами «нордической расы», а также установка на рождении ими большего числа детей.
Пока по рождаемости побеждают ненордические расы; нордическая раса должна вступить в состязание с ними.
Суть Нордической идеи — в творческом отборе и только в отборе. Отбор и число детей нужно контролировать, бедным семьям оказывать помощь, чтобы они могли обзавестись детьми.

## В нацистской Германии
Нордизм был принят в качестве официальной идеологии в нацистской Германии. Нордизм пропагандировался в сочинениях многих нацистских идеологов, однако ввиду несоответствия внешности большинства нацистов нордическому расовому типу идеологи предпочитали говорить не о длинноголовых высокорослых блондинах, а о «северной расовой душе» или просто «высшей расе», в которую включались также итальянские фашисты и японские милитаристы. По другим данным нордический вариант расовой теории был в ходу у Генриха Гиммлера и СС, но официальной доктриной Германии, одобренной Гитлером, была расовая теория в более широком понимании: «арийская раса» включала всю Германию и значительную часть Европы.

## Критика
Не существует доказательств превосходства «нордической расы», распространения этой расой культуры и цивилизации и вообще связи развития культуры и цивилизации с определённой расой. Напротив, имеющиеся научные данные говорят об иных путях миграций и распространения цивилизации. Так, народы, создавшие древнейшие цивилизации, антропологически были далеки от «нордидов», а миграции на их территории индоевропейских племён (часто также далёких от представителей «нордической расы») не сыграли решающей роли в дальнейшем развитии.
Вопреки традиционной нордицистской идее о том, что средиземноморские народы вырождаются по причине своей расовой «ущербности», выраженной, в частности, в более тёмном цвете кожи, чем у нордидов, в антропологии стала общепринятой теория депигментации, согласно которой светлый цвет кожи возник в результате депигментации более тёмной кожи. Ещё антрополог Карлтон Кун в своей работе «Расы Европы» (1939) поддержал теорию депигментации, утверждавшую, что светлая кожа «нордической расы» является результатом депигментации кожи их предков средиземноморской расы.
Секвенирование геномов древних людей, проведённое лабораторией под руководством генетика Дэвида Райха в 2016 году, выявило, что «белые» европейцы не являются единой гомогенной группой, а происходят преимущественно от смеси четырёх западно-евразийских предковых групп: WHG (западные охотники-собиратели), EHG (восточные охотники-собиратели), неолитические земледельцы из Леванта / Анатолии, а также неолитические земледельцы с территории современного Ирана (часто обозначаемые как «EEF»; ранние европейские земледельцы ) — в разной степени, и большую часть своей родословной они ведут от древних ближневосточных групп.